# Karl-Höger-Hof

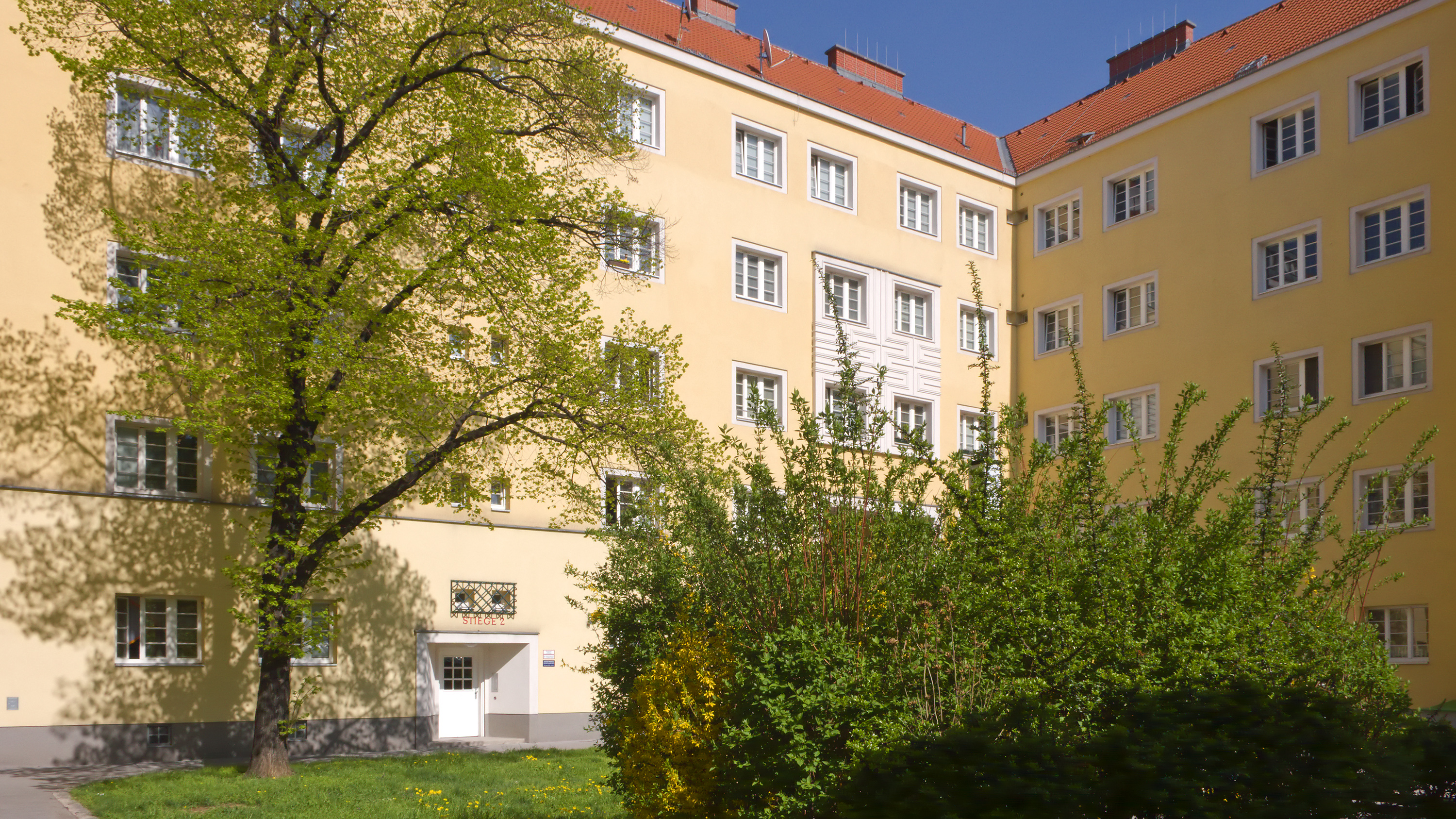
Innenhof

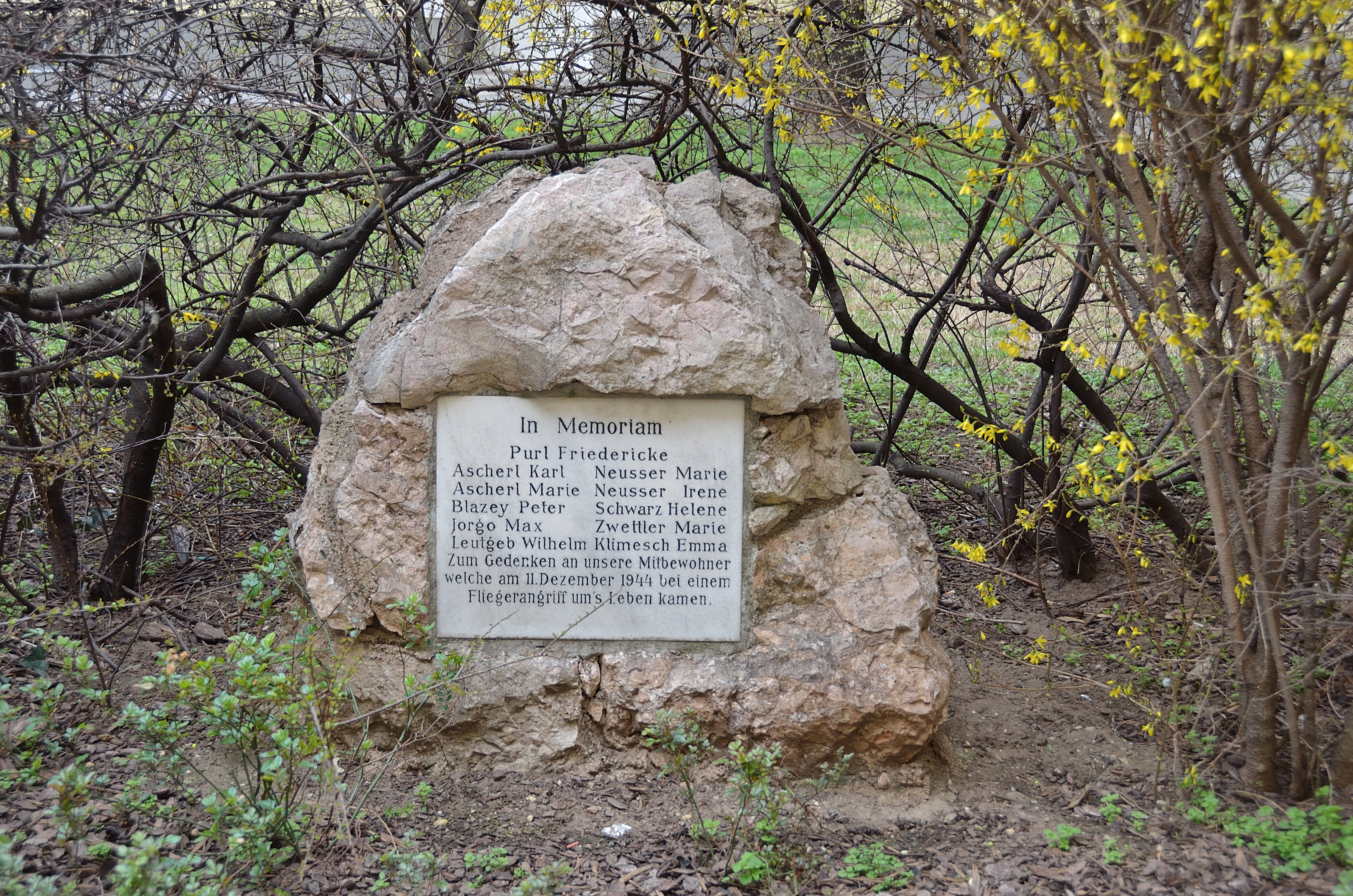
Gedenkstein im Innenhof

Der Karl-Höger-Hof ist ein Gemeindebau in der Lorystraße 40–42 im 11. Wiener Gemeindebezirk Simmering.

## Geschichte
Im Roten Wien der Zwischenkriegszeit entstanden zahlreiche kommunale Wohnbauten, vor allem in den von vielen Arbeitern bewohnten Außenbezirken Favoriten und Simmering. In der Zeit von 1923 bis 1926 wurden rund um den Simmeringer Herderplatz und  den 1930 eröffneten Herderpark insgesamt sechs Gemeindebauten errichtet. Neben dem Karl-Höger-Hof waren dies die Wohnanlagen Alfons-Petzold-Hof, Dr.-Franz-Klein-Hof, Josef-Scheu-Hof, Widholzhof und der benachbarte Friedrich-Engels-Hof.
Der Karl-Höger-Hof wurde von 1925 bis 1926 nach Entwürfen der Architekten Franz Kaym, Alfons Hetmanek und Hugo Gorge errichtet. Benannt ist der Gemeindebau nach dem sozialdemokratischen Gewerkschafter Karl Höger.
Im Zuge des Februaraufstands von 1934 war die Wohnanlage hart umkämpft. Am 12. Februar 1934 richtete der Republikanische Schutzbund einen Verbandplatz im Karl-Höger-Hof ein, woraufhin dieser am darauffolgenden Tag vom Bundesheer angegriffen wurde. Am 14. Februar ergaben sich die Schutzbündler, die Kampfhandlungen forderten zwei Tote.
Am 11. Dezember 1944 wurde der Karl-Höger-Hof während eines Luftangriffs von 15 Bomben getroffen. Elf Hausbewohner kamen ums Leben, viele wurden verletzt und 94 Wohnungen wurden zerstört oder so schwer beschädigt, dass sie nicht mehr bewohnbar waren. Nach Kriegsende wurde hier von der russischen Besatzungsverwaltung ein Auffanglager eingerichtet, in weiterer Folge wurde von der Hausgemeinschaft begonnen, die zerstörten Wohnungen wieder instand zu setzen und benutzbar zu machen. Im Juli 1946 enthüllte Bürgermeister Theodor Körner im Innenhof einen Gedenkstein, der an die Todesopfer des Fliegerangriffs von 1944 erinnert.
Von 2004 bis 2006 erfolgte eine Sanierung der Anlage, wobei unter anderem die Fenster und Türen erneuert wurden und ein Anschluss an die Fernwärme erfolgte.

## Architektur und Gestaltung
Die denkmalgeschützte Wohnanlage umfasst 17 Stiegenhäuser mit 220 Wohnungen und wird durch die Lorystraße, Hakelgasse, Ehamgasse und Grillgasse begrenzt. Der Häuserblock wird mit Ausnahme eines Gründerzeithauses und eines weiteren Wohnhauses an den beiden an der Grillgasse gelegenen Ecken zur Gänze vom Karl-Höger-Hof eingenommen. Im Hof befinden sich ein Haus der Begegnung und ein Kindertagesheim.
Auffälligstes Merkmal der Wohnanlage sind ebenso wie beim benachbarten und vom selben Architekten-Team entworfenen Friedrich-Engels-Hof ein manche Fenster umgebendes geometrisches Fassadendekor. Ein monumentales, zweigeschossiges Eingangstor führt von der Lorystraße in den Innenhof, in dem ein ehemaliger Brunnen steht, an dem 1947 eine Gedenktafel anlässlich des 100. Geburtstages von Karl Höger angebracht wurde. Nur wenige Meter davon entfernt befindet sich auf einer Grünfläche, umrankt von Sträuchern, der Gedenkstein zu Ehren der Opfer des Bombenangriffs vom 11. Dezember 1944. Neben dem Eingangstor ist eine Gedenktafel angebracht, die an die Familie Datz erinnert, die 1938 von den Nationalsozialisten aus dem Haus vertrieben wurde.